# یواس‌اس اس‌سی-۱۴۲
یواس‌اس اس‌سی-۱۴۲ (به انگلیسی: USS SC-142) یک زیردریایی بود که طول آن ۱۱۰ فوت (۳۴ متر) بود. این زیردریایی در سال ۱۹۱۷ ساخته شد.